# Tholen (commune)
Pour les articles homonymes, voir Tholen.
Tholen est une commune des Pays-Bas, dans la province de Zélande. Elle est formée des presqu'îles de Tholen et de Sint Philipsland.

## Localités
Les localités suivantes font partie de la commune :
- Anna Jacobapolder
- De Sluis
- Oud-Vossemeer
- Poortvliet
- Scherpenisse
- Sint-Annaland
- Sint-Maartensdijk (où est située la mairie)
- Sint Philipsland
- Stavenisse
- Tholen

## Jumelage
Iława (Pologne)